# Ars (Les Valls de Valira)

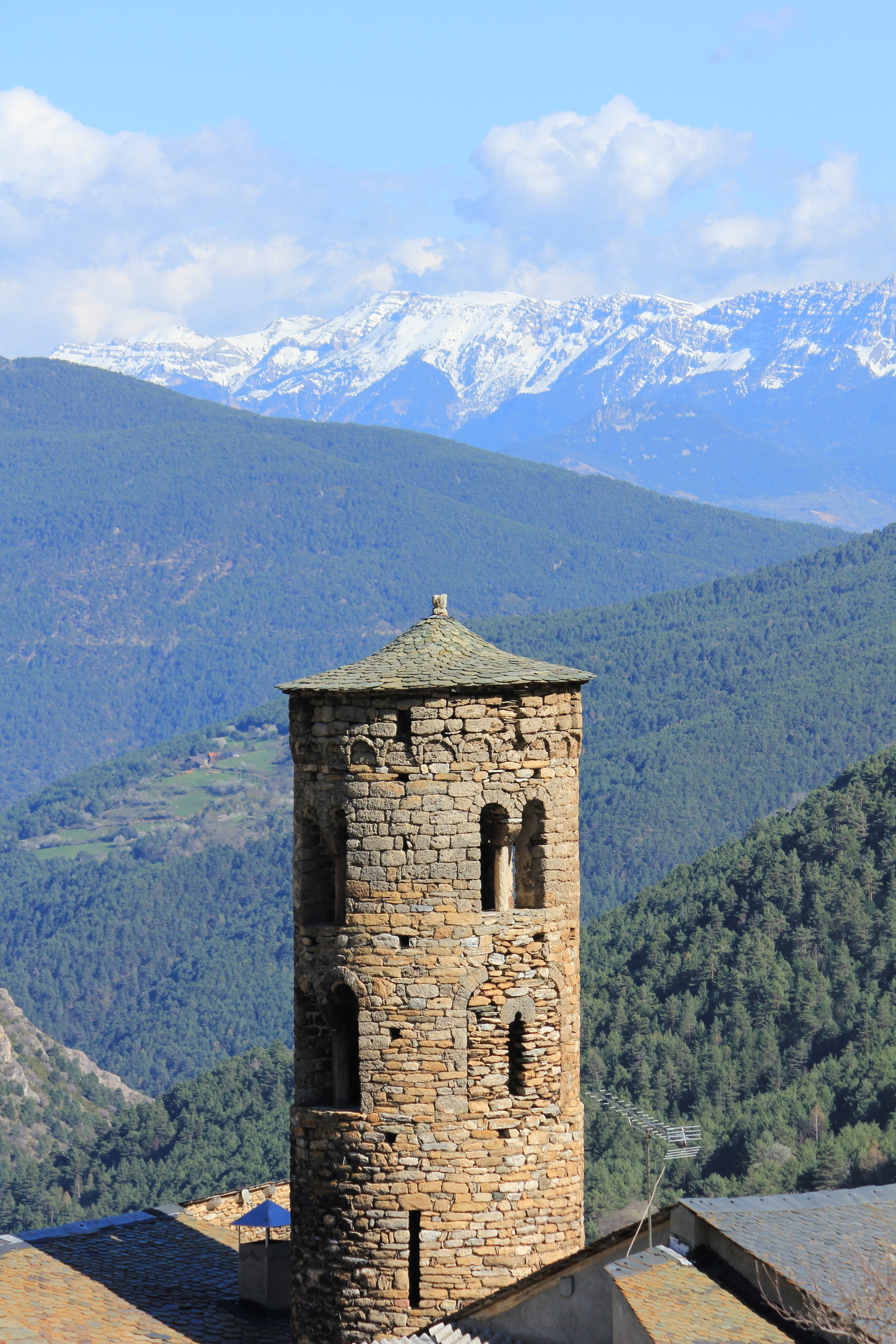
Rundturm der Kirche Sant Martí von Ars

Ars ist ein Bergdorf in der Gemeinde (municipi) Les Valls de Valira in der spanischen Provinz Lleida in der Autonomen Region Katalonien.

## Lage
Ars liegt in den südlichen Pyrenäen unweit der Grenze zu Andorra und etwa 20 Kilometer (Fahrtstrecke) in südwestlicher Richtung von Andorra la Vella bzw. ebenfalls 20 Kilometer in nordwestlicher Richtung von La Seu d’Urgell entfernt in einer Höhe von etwa 800 Meter ü. d. M.

## Bevölkerungsentwicklung
Das kleine Bergdorf hatte im 19. Jahrhundert noch deutlich über 100 Einwohner – derzeit sind es nur noch etwa 30.

## Geschichte
Der ehemals selbständige Ort wurde – gemeinsam mit anderen – im Jahr 1970 zur Gemeinde (municipi) Les Valls de Valira zusammengelegt.
Ars wird erstmals im Jahr 1110 urkundlich erwähnt; weitere Erwähnungen stammen ebenfalls aus dem 12. Jahrhundert.

## Wirtschaft
Früher lebten die Einwohner von Ars hauptsächlich als Selbstversorger von der Landwirtschaft, zu der ganz überwiegend die Haltung von Hühnern sowie von Milchvieh (Schafe, Ziegen) zur Käseherstellung gehörte. Aufgrund der Höhenlage war und ist der Anbau von Getreide kaum möglich (Ausnahme Gerste). Inzwischen sind viele der leerstehenden Häuser zu Ferienwohnungen (cases rurals) umgestaltet worden, die sowohl sommers wie winters an Wander- oder Skitouristen vermietet werden.

## Sehenswürdigkeiten
- Hauptsehenswürdigkeit von Ars ist der viergeschossige, im Lombardischen Stil gehaltene Rundturm der romanischen Pfarrkirche Sant Martí aus dem frühen 12. Jahrhundert. Er ist gänzlich aus Mauerwerkslagen aus weitgehend regelmäßig behauenen Bruchsteinen aufgebaut. Sein Untergeschoss ist beinahe rundum geschlossen und wird nur von einer schießschartenähnlichen Lichtöffnung erhellt; Mittel- und Obergeschoss des Bauwerks sind dagegen durch mehrere Zwillings-Fenster- bzw. Schallöffnungen bestimmt. Der zylinderförmige Baukörper ist zwar nicht durch Lisenen gegliedert, aber er wird unterhalb des wehrhaft ausgebauten Dachgeschosses von einem Rundbogenfries umspannt. Die dazugehörige, mehrfach veränderte einschiffige Kirche hat einen trapezförmigen Grundriss und eine rechteckige Apsis.
- Im Museu Nacional d’Art de Catalunya (MNAC) in Barcelona wird ein teilweise emailliertes, aus Ars stammendes schiffförmiges Hostienbehältnis (naveta) aus der Mitte des 13. Jahrhunderts aufbewahrt, das sehr wahrscheinlich in Limoges hergestellt worden ist.
- Von der Burg (castell d’Ars) sind nur noch spärliche Reste zu sehen.
- Der Ort selbst besteht in der Hauptsache aus Häusern mit Bruchsteinmauerwerk.